# Середюк Олександр Миколайович
Олександр Миколайович Середюк (нар. 21 жовтня 1950, Гайсин, Вінницька область) — історик, краєзнавець, публіцист, етнограф, сценарист, засновник, творець і автор експозиції Музею історії сільського господарства Волині-скансену та багатолітній його директор.

## Життєпис
Трудову діяльність розпочав з 1965 році, поступивши в технікум механізації сільського господарства. Службу в збройних силах СССР проходив в частинах морської авіації на Балтійському і Тихоокеанському флотах. Працював бригадиром райоб'єднання «Сільгосптехніка» в м. Гайсині. В 1977р. закінчив денне відділення історичного факультету Львівського держуніверситету імені Івана Франка. Працював на будовах Тюмені, старшим науковим співробітником Волинського краєзнавчого музею. На запрошення дирекції дослідної станції з 1978 року почав діяльно працювати над створенням експозиції Музею історії сільського господарства Волині, якому в 1983р. Колегія Міністерства культури України присвоїла почесне найменування „Народний музей”.  Щиро відданий ідеї української державності, тому з 1989 року – перебував в рядах НРУ. Вперше на Україні в 1990 році оформив експозицію залу „Історії української державності”, аналогів, якому не має на Україні 
        З 1989 року за всласною ініціативою, розпочав створення експозиції просто неба на території Рокинівського дендропарку – «Козацький зимівник» площею понад 15 га. Перевіз і установив понад 10 стародавніх архітектурних споруд, в тому числі – вітряк, курну хату, клуню, стодолу, кузню з ковальським міхом, збудував дерев’яну церкву тощо, зберігши їх від руйнування і зникнення. Нині продовжує розширення експозиції просто неба, споруджуючи на площі 1,5 га «Волинську Січ».
Займає активну громадську позицію. Член Всеукраїнської асоціації письменників України імені П.Чубинського, почесний отаман Волинської молодіжної громадської організації „Школа козацького гарту”, член ради старійшин Українського козацтва. Активний учасник Помаранчевої революції та революції Гідності, з перших днів якої був мобілізований Українським козацтвом.
Захоплюється біоінформаційними технологіями оздоровлення, туризмом, склав залік «Альпініст СРСР», брав участь у сходженні на гору Ельбрус.
За методиками козацьких характерників відновлює здоров'я, випалює негативну енергію, проводить енергетичну біокорекцію організму.
Лауреат Премії імені Героя України Михайла Сікорського Національної спілки краєзнавців України (2016).

## Книги
- Автор понад 50 наукових праць на історичну, краєзнавчу тематику, актуальних публіцистичних творів, понад 30 книг, брошур і монографій та більше сотні різноманітних статей. За останні роки вийшли друком його книги: „Скарбниця історії Волині”,1998р., „Експропріація”,2002р., „SOS”; 2004р., «Рокині – Рукині, руки, що творять», 2009р., «Лицарі Сонця», 2006р.,2008р., «Козак - не пияк», 2010р., «РУХ –Рятуйте Україну, хлопці», 2011р.; «Майдан», 2014р.; «Україна – хроніка подій: від Майдану – до АТО», -К.,2015р.; «Злий геній – вождь тероризму»,- К.,2015р,; «Воїн і Вчитель», 2015р.; «Мамай – український Спаситель»,-К.,2017р., «Ленін – злий геній, вождь тероризму»,-К., 2017р, «Український рік. Історя, традиції, звичаї, сценарії проведення свят», К.,2018р., «Енциклопедія козацтва. Лицарі Сонця», -К.,2019р.; «Шлях до здоров’я»,- К.,2021 р.